# 内藤国貞
内藤 国貞（ないとう くにさだ）は、戦国時代の武将。細川氏の家臣。丹波国守護代。同国船井郡八木城主。

## 生涯

### 細川高国・晴国時代
丹波内藤氏は代々丹波守護・細川氏に仕え、守護代を務めていた。国貞は同国守護である京兆家当主・細川高国より偏諱を受け、国貞と名乗った。
永正2年（1505年）の時点では幼名の亀満丸を称しているが、永正6年（1509年）には通称の彦五郎を名乗り、守護代として活動している。父・貞正はこの後も丹波で活動しており、大永5年（1525年）に貞正が死去するまでの間、在国する貞正と京都で高国を補佐する国貞とで役割分担していたものと考えられる。
享禄4年（1531年）、細川晴元との戦いで高国が死去すると、国貞は出家して宗周と名乗った。しかしその直後、高国の弟・晴国の擁立に成功し、天文元年（1532年）12月には還俗している。
国貞は晴元と争う晴国を補佐したが、天文2年（1533年）6月、晴国と結ぶ本願寺が晴元方と和睦をすると、晴国から離れて晴元方へと転じた。この時、丹波を地盤とする上原氏や波々伯部氏も晴国方から離反しており、天文元年（1532年）7月に晴国方に帰参した丹波の新興勢力である波多野秀忠の重用への反発が背景にあったと推測される。国貞の離反前後から、秀忠は内藤氏が使用してきた備前守の官途を名乗り、丹波守護代を標榜するようになるが、天文4年（1535年）には秀忠も晴元方に帰参。天文5年（1536年）8月に、晴国は自害した。

### 氏綱の擁立
天文7年（1538年）10月、細川高国の後継者を自任する細川氏綱を擁し、細川国慶が宇治で蜂起する。それと同時に国貞も丹波で兵を挙げたが、翌11月、晴元方の攻撃を受け、籠城していた八木城を追われた。
天文14年（1545年）3月、丹波北西の佐治（兵庫県丹波市青垣町佐治）から丹波に入った国貞は、丹波を通り抜け世木城（京都府南丹市日吉町の旧世木村）へと入城する。同年4月に山城国へ侵攻した細川国慶に連動したものだったが、国慶の軍勢は5月には鎮圧され、国貞の籠る世木城も晴元方の三好長慶と波多野秀忠に攻められ、7月に落城した。
天文15年（1546年）9月、河内国を支配する遊佐長教の支援を受けて国慶が上洛を果たし、それと連動して、10月に国貞が丹波に入った。翌天文16年（1547年）閏7月、晴元方の攻撃を受けた国慶は丹波へ落ち延び、内藤勢と合流したが、晴元方の追討を受けて敗北。同年10月、国慶は京都近郊で戦い討死した。
天文17年（1548年）、三好長慶が晴元を見限り、氏綱方へと転じる。翌天文18年（1549年）、長慶は江口の戦いに勝利し、氏綱と長慶は京都周辺の実権を握ることになる。これにより細川京兆家当主の氏綱を、摂津守護代である三好長慶や他の守護代らが支える体制が成立し、丹波守護代の国貞は長慶と対等な立場となっていた。
天文21年（1552年）10月、国貞は丹波桑田郡で晴元方牢人衆との合戦を続けている。天文22年（1553年）9月、三好長慶の家臣である松永久秀・長頼兄弟が、晴元方の波多野氏を攻めるため丹波に侵攻する。国貞もそれに加わり、波多野元秀の一族・波多野秀親の数掛山城（亀岡市）を攻めたが、晴元方の援軍の三好宗渭・香西元成の攻撃を受け討死した。この時、守護代の権限を譲りつつあった嫡男の永貞も戦死している。
国貞期の内藤氏について、天文3年（1534年）から5年（1536年）以降、八木城主として自立化を進めていったとの見方がある。これは国貞が細川氏から離反する様子が度々見られたことによるが、天文7年（1538年）の挙兵以降、国貞は細川氏綱の有力内衆として、一貫して氏綱を支えていたとも指摘される。

## 国貞死後の内藤氏
国貞死後、国貞の娘を娶っていた松永長頼が八木城へと入った。内藤氏の家督は、国貞の契約により長頼が継ぐところ、長頼の分別によって長頼の子・千勝（のちの貞勝）が継ぐことになったとし、細川氏綱が丹波の国人らにそれを通知している。長頼は出家して「松永蓬雲軒宗勝」と名乗っており、内藤家を乗っ取る意思がないと表明したものとみられる。
千勝はその後貞勝と名乗り、備前守の官途を継いだ。貞勝を後見する宗勝は、永禄2年（1559年）、波多野秀親・次郎を味方に付けて波多野元秀の多紀郡八上城を陥落させる。氷上郡黒井城の赤井時家・荻野直正父子も丹波から追い落としたとみられ、宗勝は丹波全域を席巻することとなった。
永禄4年（1561年）6月時点では貞勝が備前守を名乗っているが、永禄5年（1562年）には宗勝が内藤氏の家督を継いで、備前守と称している。この頃より、波多野氏、赤井氏が勢力を盛り返し、永禄8年（1565年）8月、宗勝は荻野直正との戦いで討死した。
この後、内藤氏の家督は宗勝の子・貞弘が継ぐ。元亀4年（1573年）3月、貞弘は織田信長と対立する将軍・足利義昭の求めに応じて上洛し、天正3年（1575年）6月、明智光秀による丹波攻めの討伐対象として名を挙げられ、やがて丹波を離れることとなった。この貞弘が、キリシタンとして著名な内藤如安である。